# MINMIのレディオMAMA
『MINMIのレディオMAMA』（ミンミのレディオママ）は、NHK-FM放送で2013年4月29日から2014年8月25日まで最終月曜に放送されていたラジオ番組である。

## 概要
この番組では「女性として強く生きる」をテーマにして、全国の子育てママに向けて、シンガーソングライターで3児の母でもあるMINMIが、流行に敏感な女性の目線の話題を中心に、はまっている物事や子育ての悩み事に応えながら、MINMIセレクトの曲を紹介する番組である。

## 放送時間
- 毎月最終月曜日 23:00 - 24:00

## パーソナリティ
- MINMI